# Laktaši
Laktaši (serbiska: Лакташи) är en ort i Bosnien och Hercegovina. Den ligger i entiteten Republika Srpska, i den nordvästra delen av landet, 140 km nordväst om huvudstaden Sarajevo. Laktaši ligger 124 meter över havet och antalet invånare är 6 464.
Terrängen runt Laktaši är huvudsakligen platt, men västerut är den kuperad. Runt Laktaši är det ganska tätbefolkat, med 67 invånare per kvadratkilometer.. Närmaste större samhälle är Banja Luka, 17,3 km sydväst om Laktaši.
Omgivningarna runt Laktaši är en mosaik av jordbruksmark och naturlig växtlighet.